# Hayrhandulaan
Hayrhandulaan (mongoliska: Хайрхандулаан Сум, Хайрхандулаан, Hayrhandulaan Sum) är ett distrikt i Mongoliet.   Det ligger i provinsen Övörchangaj, i den centrala delen av landet, 400 km sydväst om huvudstaden Ulaanbaatar.